# وينستون غارسيا
وينستون غارسيا هو سياسي فلبيني، ولد في 21 مايو 1958. حزبياً، نشط في United Nationalist Alliance ‏.